# الشرف بني حسن (مناخة)

تعديل مصدري - تعديل

الشرف بني حسن هي إحدى قرى عزلة بني حسن وحسين بمديرية مناخة التابعة لمحافظة صنعاء، بلغ تعداد سكانها 203 نسمة حسب تعداد اليمن لعام 2004.